# Ralph Etter
Ralph Etter (* 1978 in Solothurn) ist ein Schweizer Autor und Filmemacher.

## Leben
Nach der Matura besuchte Ralph Etter die Freie Schule für Gestaltung in Olten. Von 2000 bis 2004 studierte er Regie an der Zürcher Hochschule der Künste, und schloss mit Diplom ab.
Etter gab sein Debüt 2004 mit dem Spielfilm Wackelkontakt, der auf verschiedenen Festivals gezeigt wurde und international Preise gewann. 2005 erhielt er ein Stipendium der Jungen Akademie der Künste und zog von Zürich nach Berlin. Ein Jahr später ging er mit dem Yvonne Lang-Chardonnens Stipendium nach Kopenhagen, um dort sein Drehbuchhandwerk zu vertiefen. 2009 verwirklichte er seinen ersten Kinospielfilm  Cargo, bei dem er kurzfristig die Co-Regie übernahm. Im gleichen Jahr erhielt er zudem ein weiteres Stipendium, den Werkjahrbeitrag des Schweizer Kantons Solothurn. Er arbeitete mehrere Jahre im Auswahlgremium der Internationalen Filmfestspiele in Berlin für die Sektion „Generation“ und war als externer Dozent an der Hochschule für Gestaltung und Kunst Zürich tätig.
Er ist Mitglied der Schweizer und der Europäischen Filmakademie.
Neben seinen eigenen Filmen vermittelt er Filme und arbeitet mit Jugendlichen und Studenten zusammen. Seit 2007 leitet er Dokumentarfilm-Workshops mit Jugendlichen für das Projekt Kunstwelten der Akademie der Künste Berlin und für das internationale Forum für Fotografie C/O Berlin. Dabei sind über 50 kurze und längere Dokumentarfilme entstanden. Seit 2012 dreht er zudem jährlich mit Jugendlichen einen Kurzspielfilm für das internationale Filmvermittlungsprogramm „Le Cinéma, 100 ans de jeunesse“ im Auftrag der Deutschen Kinemathek. 2016 drehte er in der Schweiz als Coach mit Jugendlichen den Langspielfilm „The Real Thing“ für Filmkids und ist seitdem regelmässig für Filmkids tätig.
Ralph Etter lebt und arbeitet als freischaffender Autor und Regisseur in Berlin.

## Filmografie (Auswahl)
- 2004: Wackelkontakt[8], Kurzspielfilm, 35 mm, 20 Min.
- 2009: Cargo, Spielfilm, Co-Regie mit Ivan Engler, 35 mm, 120 Min.
- 2010: unter[9], Musikvideo für Nils Frahm, HD, 2 Min
- 2011: Clamor[10], Experimentalfilm, HD, 4 Min.
- 2013: Tausche, Spot für das Achtung Berlin Filmfestival, HD, 90 Sek.
- 2014: Winterreise-Von Innen nach Aussen[11], Dokumentarfilm mit Insassen der Jugendstrafanstalt Berlin, HD 65‘
- 2013–2015: Weites Land, HD 160 Min mit Sophie Narr, Dokumentarfilm-Trilogie
- 2017: Die Sache mit der Religion[12], Videoinstallation, Museum Neukölln
- 2017 D3000, Turbokultur, 2 Kurzfilme zur Bundestagswahl für den RBB und Funk
- 2019: In Guten Händen, HD 35‘, mit Anna Caroline Arndt 7 kurze Dokumentarfilme
- 2020: Warten auf die Welt[13], HD 79‘, mit Rouven Rech Langzeitdokumentarfilm Torero Film, Gefördert durch die Kulturstiftung des Bundes und des MDR
- 2021: Becoming Momo / Ben / Zoe[14], Instagram Jugendserie, 400 Folgen, Presence Production in Kooperation mit dem Schweizer Fernsehen SRF
- 2023: Lost in Paradise[15], Dokumentarfilm Serie mit Sira Topic, 33 Folgen an 3', Presence Production, Gefördert durch Fast Track der Zürcher Filmstiftung

## Stipendien
- 2005: Junge Akademie der Künste, Berlin[16], Deutschland
- 2006: Nipkow Stipendium, Berlin, Deutschland
- 2006: Yvonne Lang-Chardonens Stipendium, Schweiz
- 2008: Werkjahrstipendium, Kanton Solothurn[17], Schweiz
- 2013: Projektstipendium, Künstlerhaus Lukas[18], Ahrenshoop

## Preise
Wackelkontakt
- Pardino d’ Argento und Preis Cinema e Gioventu (1. Preis der Jugendjury) Festival Internationale del Film di Locarno
- First Steps Award für den Besten Kurzfilm[19], Berlin
- France 3 Preis, für den besten Kurzfilm Cinema Tout Ecran, Genf

- Upcoming Filmmakers Luzern Schweiz, Luzerner Filmpreis 2004 für den Besten Kurzfilm und Chloé Braunschweiger als beste Schauspielerin

- 4. Europäisches Kurzfilmfestival Reus Spanien Hauptpreis für den Besten Kurzfilm

- 15. Short Film Festival of Cergy-Pontoise, France Hauptpreis für den Besten Kurzfilm

- 34. Internationales Studentenfilmfestival Sehsüchte in Potsdam-Babelsberg, Deutschland, Produzentenpreis

Cargo
- TORONTO AFTER DARK 2010, Preis für best Sci-Fi Movie und Best Visual Effects

- Schweizer Filmpreis „QUARTZ 2010“ Nomination für den besten Schweizer Film und Gewinn des “Audience Award”

Becoming Momo / Ben / Zoe
- Cliffhanger Award und Publikumspreis, Schweizer Serienfestival Basel[20] 2021